# Wu Zhiqiang
Wu Zhiqiang (吴智强S, Wú ZhìqiángP; Tongliao, 10 aprile 1994) è un velocista cinese, vincitore della medaglia di bronzo con la staffetta 4x100 metri ai Giochi olimpici di Tokyo 2021.

## Progressione

### 60 metri piani
| Stagione | Tempo | Luogo    | Data       | Rank. Mond. |
| -------- | ----- | -------- | ---------- | ----------- |
| 2021     | 6"63  | Chengdu  | 12-03-2021 |             |
| 2018     | 6"75  | Beijing  | 23-03-2018 |             |
| 2017     | 6"66  | Xianlin  | 23-02-2017 |             |
| 2016     | 6"67  | Xi'an    | 08-03-2016 |             |
| 2015     | 6"76  | Beijing  | 15-03-2015 |             |
| 2014     | 6"73  | Beijing  | 21-03-2014 |             |
| 2014     | 6"73  | Nanjing  | 08-03-2014 |             |
| 2013     | 6"66  | Nanjing  | 06-03-2013 |             |
| 2012     | 6"76  | Hangzhou | 17-02-2012 |             |
| 2011     | 6"90  | Shanghai | 26-02-2011 |             |

### 100 metri piani
| Stagione | Tempo | Luogo     | Data       | Rank. Mond. |
| -------- | ----- | --------- | ---------- | ----------- |
| 2024     | 10"19 | Clermont  | 20-04-2024 |             |
| 2023     | 10"32 | Huangshi  | 09-06-2023 |             |
| 2022     | 10"28 | Marietta  | 02-07-2022 |             |
| 2021     | 10"11 | Chongqing | 24-06-2021 |             |
| 2020     | 10"48 | Shaoxing  | 15-09-2020 |             |
| 2019     | 10"17 | Chongqing | 07-06-2019 |             |
| 2018     | 10"27 | Taiyuan   | 14-09-2018 |             |
| 2017     | 10"24 | Jinan     | 16-05-2017 |             |
| 2016     | 10"43 | Chongqing | 18-06-2016 |             |
| 2015     | 10"43 | Suzhou    | 22-09-2015 |             |
| 2014     | 10"46 | Suzhou    | 09-10-2014 |             |
| 2013     | 10"63 | Kazan'    | 07-07-2013 |             |
| 2012     | 10"53 | Kunshan   | 22-09-2012 |             |
| 2011     | 10"76 | Baotou    | 18-07-2011 |             |

## Palmarès
| Anno | Manifestazione             | Sede     | Evento    | Risultato | Prestazione | Note |
| ---- | -------------------------- | -------- | --------- | --------- | ----------- | ---- |
| 2013 | Universiadi                | Kazan'   | 100 m     | Quarti    | 10"72       |      |
| 2013 | Universiadi                | Kazan'   | 4 × 100 m | 5°        | 39"54       |      |
| 2015 | World Relays               | Nassau   | 4 × 100 m | Batterie  | 57"98       |      |
| 2015 | World Relays               | Nassau   | 4 × 200 m | –         | DQ          |      |
| 2015 | Campionati asiatici        | Wuhan    | 4 × 100 m | Oro       | 39"02       |      |
| 2017 | Mondiali                   | Londra   | 4 × 100 m | 4°        | 38"34       |      |
| 2018 | Campionati asiatici indoor | Tehran   | 60 m      | 7°        | 6"84        |      |
| 2019 | Campionati asiatici        | Doha     | 100 m     | Bronzo    | 10"18       |      |
| 2019 | World Relays               | Yokohama | 4 × 100 m | 4°        | 38"16       |      |
| 2019 | Mondiali                   | Doha     | 4 × 100 m | –         | dnf         |      |
| 2021 | Giochi olimpici            | Tokyo    | 100 m     | Batterie  | 10"18       |      |
| 2021 | Giochi olimpici            | Tokyo    | 4 × 100 m | Bronzo    | 37"79       | =    |
| 2023 | Campionati asiatici        | Bangkok  | 4 × 100 m | Argento   | 38"87       |      |